# Orchestre du Gewandhaus de Leipzig
L'Orchestre du Gewandhaus de Leipzig (Gewandhausorchester) est un orchestre allemand et l'orchestre symphonique principal de la ville de Leipzig, en résidence au Gewandhaus.

## Histoire

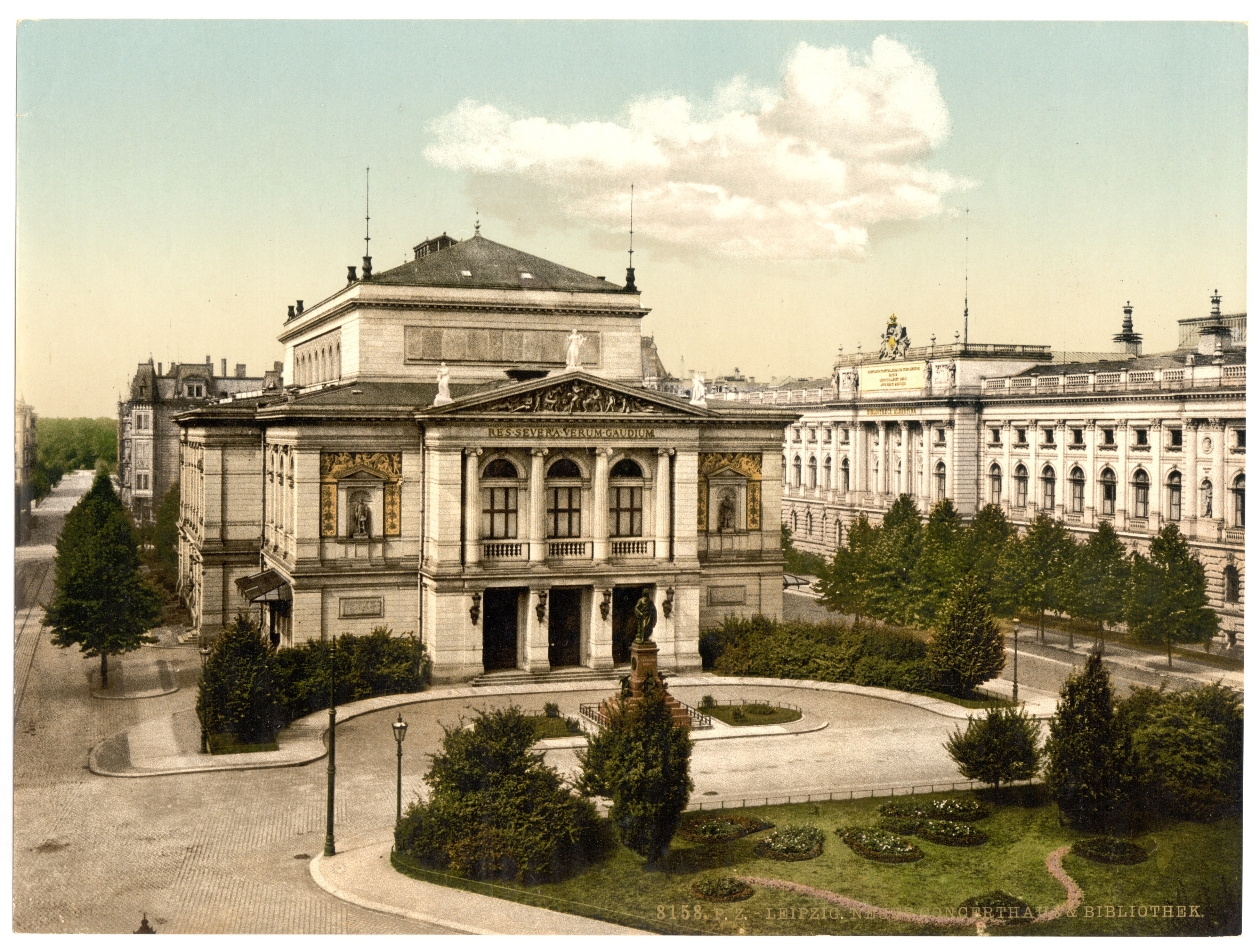
Deuxième Gewandhaus en 1900.

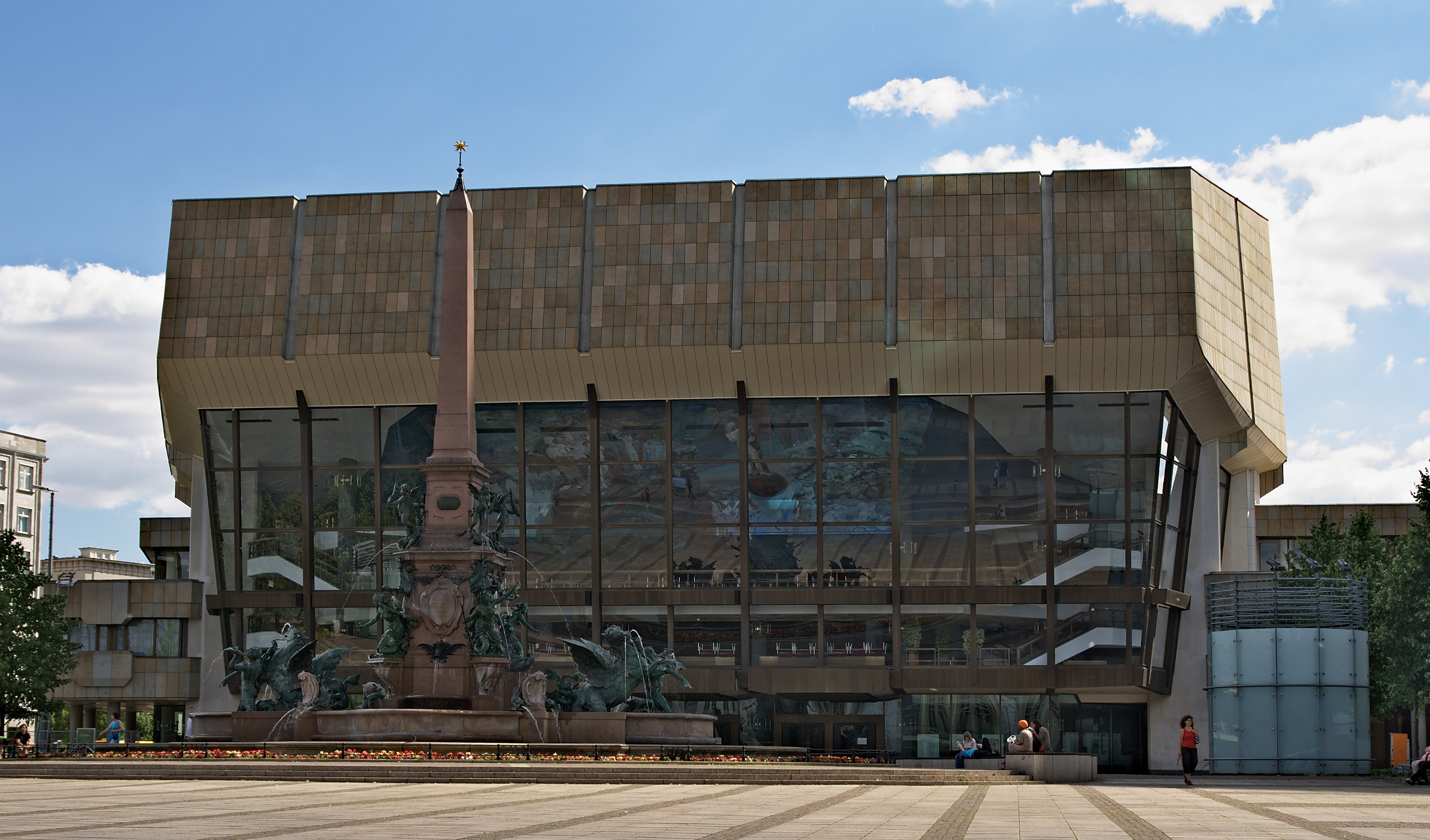
Troisième et actuel Gewandhaus inauguré en 1981.

Sa genèse par la bourgeoisie marque une rupture avec les traditions d'orchestres nés des volontés princières ou ecclésiastiques : après la création d'institutions à l'effectif adapté aux compositions musicales de l'époque (la première en 1743 du vivant de Bach), c'est en 1781 qu'une société de concert prend le nom d'Orchestre du Gewandhaus à l'occasion de la construction d'une salle de concert dans la halle aux tissus — « gewandhaus » — de Leipzig.
L'effectif s'agrandit selon les souhaits et les exigences des compositeurs romantiques et la grande notoriété des différents chefs permanents (qui succèdent aux Konzertmeister) parmi lesquels Felix Mendelssohn (qui aide à sortir Bach du purgatoire) vont l'amener au plus haut niveau artistique.
Arthur Nikisch étend le répertoire aux compositeurs contemporains, Brahms, Richard Strauss, Dvořák, Tchaïkovski, Bruckner, Mahler, Reger ou Schönberg et Wilhelm Furtwängler parachèvera son œuvre.
Bruno Walter succède à Furtwängler en 1929 mais la montée du nazisme l'oblige à quitter son poste.
De grands musiciens se sont produits dans le premier Gewandhaus, Clara Schumann, Franz Liszt ou Hector Berlioz. Le bâtiment qui lui succède, le deuxième Gewandhaus, construit en 1884, est très sévèrement endommagé lors du bombardement de la ville le 20 février 1944. Les ruines sont conservées jusqu'en 1968 dans l'espoir d'une reconstruction puis finalement rasées. Le 8 octobre 1981, pour le bicentenaire de l'orchestre, un troisième Gewandhaus est inauguré, bâtiment d'architecture moderne dont la construction a duré cinq ans.
Outre les chefs permanents, la classe des chefs invités, Hans Pfitzner, Otto Klemperer, Carl Schuricht, Fritz Busch, Richard Strauss, Felix Weingartner, Thomas Beecham, démontre que l'orchestre n'a cessé d'occuper un rang particulier parmi les grandes phalanges internationales. Le conservatisme de la période communiste lui a en outre permis de rester à l'écart de la tendance générale à la standardisation de la sonorité des grands orchestres symphoniques mondiaux.
Le nouveau directeur musical est Andris Nelsons. Désigné le 9 septembre 2015, il a pris officiellement ses fonctions de Chef permanent à la saison 2017/2018,.
Les instrumentistes de l'orchestre assurent également les concerts à l'Opéra de Leipzig et à l'Église Saint-Thomas où Jean-Sébastien Bach occupe de longues années le poste de cantor.
Le Gewandhaus abrite aussi trois formations de musique de chambre : un quatuor à cordes (Gewandhaus-Quartett, fondé en 1809 et l'un des plus anciens en activité), un quintette à vent (Gewandhaus-Bläserquintett (de), fondé en 1896) et un octuor (Gewandhaus-Oktett, fondé en 1993).
Depuis 2009, les concerts annuels en plein air Klassik airleben de l'Orchestre du Gewandhaus sur la grande prairie du parc Rosental attirent chaque année des dizaines de milliers d'auditeurs.
En 2011, Riccardo Chailly et l'orchestre entreprennent d'enregistrer un cycle complet des neuf symphonies de Beethoven pour le label Decca. La sortie des disques a été suivie d'une tournée, les neuf symphonies étant réparties sur cinq concerts. Ils ont été donnés à Leipzig, à la Salle Pleyel de Paris et au Barbican Centre de Londres.

## Direction musicale

### Konzertmeister
- Johann Adam Hiller (1781-1785)
- Johann Gottfried Schicht (1785-1810)
- Johann Philipp Christoph Schulz (1810-1827)
- Christian August Pohlenz (1827-1835)

### Chefs permanents
- Felix Mendelssohn (1835-1848)
- Julius Rietz (1848-1852, 1854-1860)
- Niels Wilhelm Gade en (1852-1853)
- Ferdinand Hiller (1853-1854)
- Carl Reinecke (1860-1895)
- Arthur Nikisch (1895-1922)
- Wilhelm Furtwängler (1922-1928)
- Bruno Walter (1929-1933)
- Hermann Abendroth (1934-1945)
- Herbert Albert (1945-1948)
- Franz Konwitschny (1949-1962)
- Václav Neumann (1964-1968)
- Kurt Masur (1970-1996)
- Herbert Blomstedt (1996-2005)
- Riccardo Chailly (2005-2016)
- Andris Nelsons désigné depuis le 9 septembre 2015. Il prendra officiellement ses fonctions de Chef permanent pour la saison 2017/2018

## Œuvres notables
- Beethoven, Concerto pour piano no 5 en 1811 ;
- Schubert, Symphonie no 9 « La grande » en 1839 ;
- Schumann, Symphonie no 1 en 1841 ;
- Schumann, Symphonie no 4 en 1841 ;
- Schumann, Concerto pour piano op. 54 en 1846 ;
- Mendelssohn, Concerto pour violon no 2 en 1845 ;
- Brahms, Concerto pour violon, créé le 1er janvier 1879 par Joseph Joachim sous la direction de Brahms ;
- Bruckner, Symphonie no 7 en 1884.
- Théodore Gouvy, Symphonie no 6 créée en 1893 par Carl Reinecke.

## Discographie sélective
- Jean-Sébastien Bach, la Passion selon saint Matthieu BWV 244, avec le Chœur de l'église Saint-Thomas dirigée par Günther Ramin (1941) ;
- des cantates de Bach avec le chœur de l'église Saint-Thomas dirigées par Günther Ramin ;
- Schubert, Symphonie no 9 « La grande », Hermann Abendroth ;
- Antonín Dvořák, Les danses slaves, Karel Ančerl ;
- Mahler, Symphonie no 5, Symphonie no 6, Symphonie no 7, Václav Neumann ;
- Mendelssohn, les œuvres symphoniques dirigées par Kurt Masur.
- Ludwig van Beethoven, les 9 symphonies, dirigées par Riccardo Chailly, chez Decca
- Richard Strauss, Les quatre derniers Lieder, avec Jessye Norman, direction Kurt Masur, Philips